# Kristína Lapinová
Kristína Neč-Lapinová, née le 23 décembre 1983 à Banská Bystrica en Tchécoslovaquie, est une duathlète, triathlète et cycliste slovaque. Elle remporte le championnnat d'Europe de duathlon cross à Ibiza (Espagne) en 2016.

## Biographie
Kristína Lapinová est née à Banská Bystrica en Tchécoslovaquie (1983) comme sa compatriote biathlète, fondeuse, duathlète et triathlète Ľubomíra Kalinová. Kristína est une athlète polyvalente, en plus des triathlons de moyenne et longue distance, elle est également active dans le duathlon, le triathlon cross, le triathlon d'hiver et grâce à ses qualités de coureuse à pied, elle participe également à des  marathons. En cyclisme, elle est montée sur la troisième marche du podium élite du Championnat de Slovaquie du contre-la-montre 2012 et prend la seconde place du championnat national de cyclo-cross la même année.

### Vie privée
Elle s'est mariée en août 2013 et depuis concourt sous le nom de Kristína Néč-Lapinová. Elle a pris une pause maternité en décembre 2013 pour donner naissance à son fils.

## Palmarès en duathlon et en triathlon
Le tableau présente les résultats les plus significatifs (podium) obtenus sur le circuit national de duathlon et de triathlon depuis 2010.
| Année | Compétition                                                       | Pays      | Position           | Temps            |
| ----- | ----------------------------------------------------------------- | --------- | ------------------ | ---------------- |
| 2024  | Championnats du monde de duathlon cross                           | Australie | Médaille d'argent  | 1 h 43 min 26 s  |
| 2023  | Championnat d'Europe de duathlon cross                            | Italie    | Médaille de bronze | 1 h 54 min 1 s   |
| 2023  | Championnat de Slovaquie de triathlon cross                       | Slovaquie | Médaille d'argent  | 2 h 8 min 51 s   |
| 2023  | Championnat de Slovaquie de triathlon longue distance             | Slovaquie | Médaille d'argent  | 10 h 38 min 7 s  |
| 2021  | Championnat de Slovaquie de triathlon cross                       | Slovaquie | Médaille d'argent  | 2 h 7 min 13 s   |
| 2018  | Championnat d'Europe de duathlon cross                            | Espagne   | Médaille d'or      | 1 h 36 min 59 s  |
| 2018  | Coupe du monde de triathlon d'hiver - l'étape de Québec           | Canada    | Médaille d'argent  | 1 h 30 min 26 s  |
| 2018  | Austria-Triathlon                                                 | Autriche  | Médaille d'or      | 4 h 39 min 52 s  |
| 2017  | Championnat d'Europe de duathlon cross                            | Roumanie  | Médaille de bronze | 1 h 51 min 13 s  |
| 2017  | Coupe d'Europe de triathlon d'hiver - l'étape sprint de Gradistei | Roumanie  | Médaille d'or      | 1 h 2 min 54 s   |
| 2017  | Austria-Triathlon                                                 | Autriche  | Médaille d'or      | 4 h 26 min 33 s  |
| 2016  | Championnat d'Europe de duathlon cross                            | Roumanie  | Médaille d'argent  | 2 h 35 min 6 s   |
| 2014  | Championnat de Slovaquie de triathlon longue distance             | Slovaquie | Médaille d'or      | 10 h 19 min 15 s |
| 2010  | Coupe d'Europe de triathlon d'hiver - l'étape de Latky Mlaky      | Slovaquie | Médaille de bronze | 1 h 49 min 50 s  |

## Palmarès en cyclisme
- 2012
  - 2e du championnat de Slovaquie de cyclo-cross
  - 3e du championnat de Slovaquie du contre-la-montre